# Paavo Haapala
Paavo Samuli Haapala, född 19 augusti 1906 i Piippola, död 6 november 2002, var en finländsk geolog. 
Haapala, som var son till affärsman Fredrik Haapala och folkskollärare Helli Helena Tolonen, blev student 1926, filosofie kandidat 1932, filosofie licentiat 1937 och filosofie doktor 1962. Han var geolog vid Outokumpu Oy 1934–1935, vid Suomen Malmi Oy 1936, chef för geologiska avdelningen vid Petsamon Nikkeli Oy 1937–1944, chef för prospekteringsavdelningen vid Geologiska kommissionen 1945, divisionsgeolog vid Cerro de Pasco Corp. i Peru 1946–1953 samt chefsgeolog och direktionsmedlem vid Outokumpu Oy 1954–1973. Han var ledamot av Akademin för tekniska vetenskaper, Geologiska sällskapet i Finland, Geologiska Föreningen i Stockholm och Society of Economic Geologists. Han tilldelades professors titel 1960.